# 58a edició dels Premis Sant Jordi de Cinematografia
La 58a edició dels Premis Sant Jordi de Cinematografia va tenir lloc el 2014. Com als anys anteriors, un jurat compost per dinou crítics cinematogràfics de Barcelona i presidit per Conxita Casanova va votar els destinataris dels premis Sant Jordi que Ràdio Nacional d'Espanya (RNE) concedeix a les pel·lícules espanyoles i estrangeres estrenades durant 2013. Aquest sistema d'elecció fa que els premis estiguin considerats com un premi de la crítica barcelonina. Diverses de les premiades són representants del cinema espanyol independent o de baix pressupost.
A més dels set apartats competitius decidits pel jurat, la pròpia RNE va atorgar el Premi Sant Jordi a la trajectòria professional al cineasta català Francesc Betriu, director de Rèquiem per un camperol, La plaça del Diamant i la sèrie de televisió Un dia volveré. El Premi especial a la indústria va ser concedit al grup d'exhibició Balañá, fundador dels Multicines Balmes, per la seva labor en pro del cinema en versió original. Finalment, els oïdors de Ràdio 4 van atorgar per votació popular les denominades Roses de Sant Jordi a les millors pel·lícules espanyola i estrangera.
Els premis van ser lliurats en una cerimònia celebrada el 28 d'abril de 2014 a l'antiga fàbrica de cervesa de Damm de Barcelona. Van actuar com a presentadors els locutors de Ràdio Nacional d'Espanya Pepa Fernández i Marc Sala.

## Premis Sant Jordi

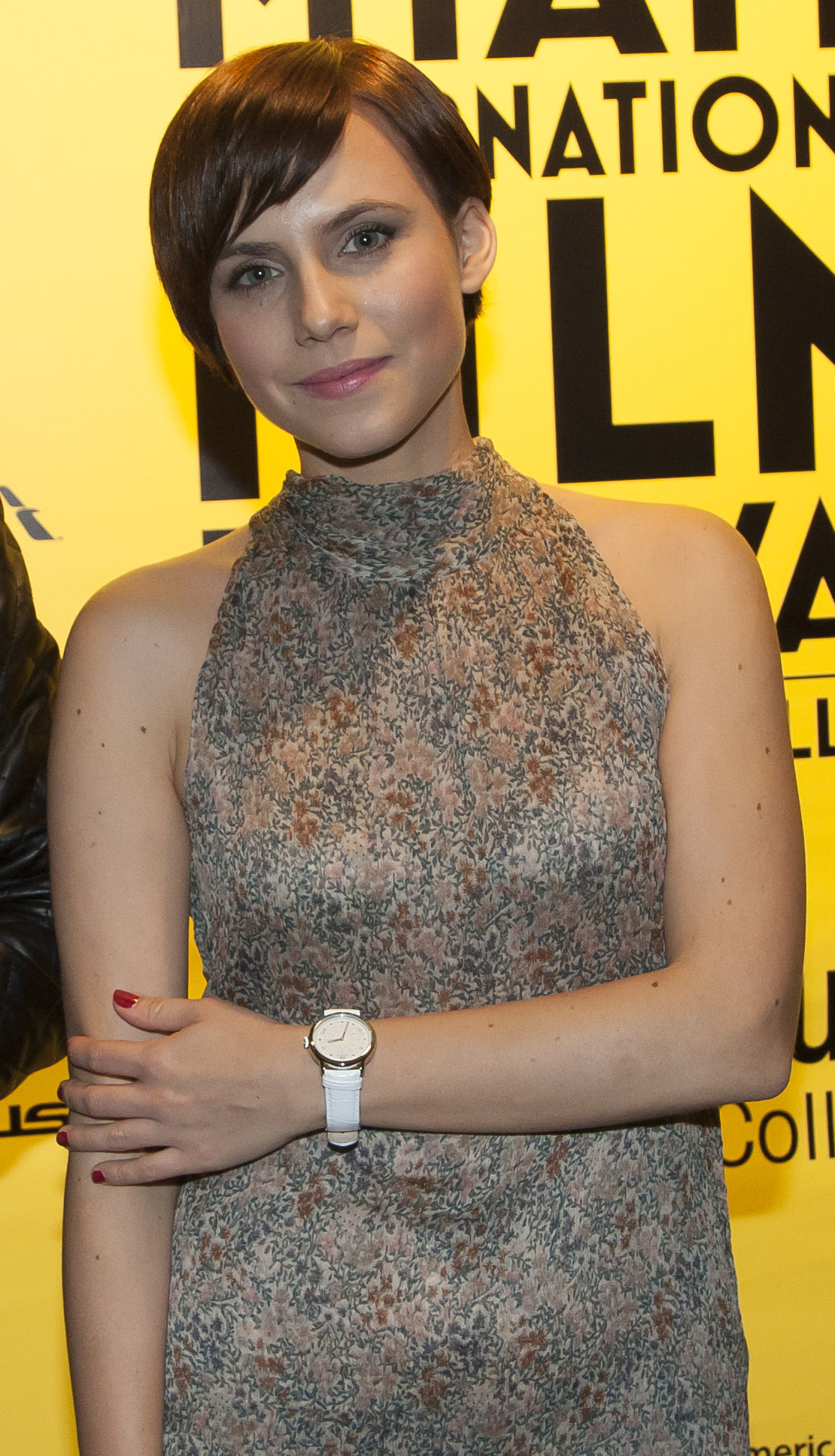
Aura Garrido, guanyadora per Stockholm.

| Categoria                              | Premiat             | Labor premiada  |
| -------------------------------------- | ------------------- | --------------- |
| Millor pel·lícula espanyola            | Gente en sitios     | Pel·lícula      |
| Millor actor en pel·lícula espanyola   | Antonio Dechent     | A puerta fría   |
| Millor actriu en pel·lícula espanyola  | Aura Garrido        | Stockholm       |
| Millor òpera prima                     | La plaga            | Pel·lícula      |
| Millor pel·lícula estrangera           | La grande bellezza  | Pel·lícula      |
| Millor actor en pel·lícula estrangera  | Matthew McConaughey | Mud             |
| Millor actriu en pel·lícula estrangera | Adèle Exarchopoulos | La vida d'Adèle |
| Premi especial a la indústria          | Grup Balañá         | Exhibició       |
| Premi a la trajectòria professional    | Francesc Betriu     | Trajectòria     |

## Roses de Sant Jordi
| Categoria                    | Premiat              |
| ---------------------------- | -------------------- |
| Millor pel·lícula espanyola  | Todas las mujeres    |
| Millor pel·lícula estrangera | 12 anys d'esclavitud |